# 허참의 토크&조이
《허참의 토크&조이》는 대전MBC에서 제작한 토크쇼이자 교양 텔레비전 프로그램이다.

## 기획 의도
허참의 토크&조이! 지역의 명사를 초대해 진솔한 인생이야기를 들어봅니다

## 역대 진행자
| 역대 | 진행자       | 방송 기간                          |
| ---- | ------------ | ---------------------------------- |
| 1기  | 허참, 김보은 | 2012년 9월 8일 ~ 2013년 5월 18일   |
| 2기  | 허참, 박가영 | 2013년 6월 1일 ~ 2014년 5월 24일   |
| 3기  | 허참, 유지은 | 2014년 5월 31일 ~ 2015년 1월 24일  |
| 4기  | 허참, 서수진 | 2015년 1월 31일 ~ 2015년 9월 12일  |
| 5기  | 허참, 유지은 | 2015년 9월 19일                    |
| 6기  | 허참, 서수진 | 2015년 9월 26일 ~ 2015년 11월 28일 |
| 7기  | 허참, 유지은 | 2015년 12월 5일 ~ 2018년 3월 11일  |

## 방송 시간
| 방송 채널  | 프로그램         | 방송 기간                          | 방송 시간                                |
| ---------- | ---------------- | ---------------------------------- | ---------------------------------------- |
| 대전MBC TV | 허참의 토크&조이 | 2012년 9월 15일 ~ 2015년 4월 18일  | 매주 토요일 오전 8:45 ~ 9:40 (55분)      |
| 대전MBC TV | 허참의 토크&조이 | 2015년 4월 25일 ~ 2016년 4월 2일   | 매주 토요일 오전 8:00 ~ 9:00 (1시간)     |
| 대전MBC TV | 허참의 토크&조이 | 2016년 4월 10일 ~ 2016년 10월 30일 | 매주 일요일 오전 8:10 ~ 9:15 (1시간 5분) |
| 대전MBC TV | 허참의 토크&조이 | 2016년 11월 6일 ~ 2018년 3월 11일  | 매주 일요일 오전 8:00 ~ 9:00 (1시간)     |